# Jim McMahon
James Robert McMahon Jr., detto Jim (Jersey City, 21 agosto 1959), è un ex giocatore di football americano statunitense che ha militato nel ruolo di quarterback per quindici stagioni nella National Football League (NFL). Fu scelto nel corso del primo giro (5º assoluto) del Draft NFL 1982 dai Chicago Bears. Al college ha giocato a football alla Brigham Young University venendo premiato due volte come All-American.

## Carriera professionistica
McMahon fu scelto come quinto assoluto nel Draft 1982 dai Chicago Bears. Fu il primo giocatore scelto nel Draft dal nuovo allenatore Mike Ditka. Alla fine della sua stagione di debutto fu inserito in diverse formazioni ideali dei rookie. Nella stagione 1984, Jim subì un violentissimo colpo nella gara contro i Los Angeles Raiders che pose fine in anticipo alla sua stagione.

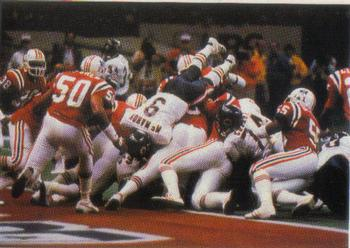
Jim McMahon mentre segna un TD nel Super Bowl XX

Nel 1985, i Bears terminarono la stagione regolare con un record di 15-1, giungendo fino al Super Bowl XX, vinto per 46–10 sui New England Patriots. In quella gara McMahon divenne il primo quarterback nella storia del Super Bowl a segnare due touchdown su corsa. A fine stagione, il giocatore venne convocato per il Pro Bowl ed inserito nella formazione ideale della stagione All-Pro.
Il quarterback rimase ai Bears fino alla stagione 1988, dopo di che fu scambiato con i San Diego Chargers, dove rimase una sola stagione prima di passare agli Eagles per fare da riserva a Randall Cunningham.
Dopo che Cunningham soffrì un infortunio che pose termine alla sua stagione 1991 già nella prima giornata, McMahon fu nominato titolare. Anche se gli Eagles mancarono i playoff per un soffio, McMahon vinse il premio di NFL Comeback Player of the Year.
Gli ultimi anni di carriera McMahon li trascorse nel 1993 ai Vikings guidandoli come titolare ai playoff, nel 1994 ai Cardinals, nella pre-stagione 1995 ai Cleveland Browns e infine gli ultimi due anni come riserva di Brett Favre ai Packers con cui vinse il Super Bowl XXXI ancora contro i Patriots, undici anni dopo la vittoria del titolo a Chicago.

## Palmarès

### Franchigia
- Super Bowl : 2

Chicago Bears: Super Bowl XX
Green Bay Packers: Super Bowl XXXI
- National Football Conference Championship: 2

Chicago Bears: 1985
Green Bay Packers: 1996

### Individuale
- Convocazioni al Pro Bowl: 1

1985
- All-Pro: 1

1985
- NFL Comeback Player of the Year Award: 1

1991
- PFWA All-Rookie Team - 1982
- Davey O'Brien Award - 1981

## Statistiche
| Yard lanciate     | 18.148 |
| Touchdown         | 100    |
| Intercetti subiti | 90     |
| Passer rating     | 78,2   |

## Filmografia
- La grande promessa (Johnny Be Good), regia di Bud Smith (1988)

## Doppiatori italiani
- Vittorio De Angelis in La grande promessa